# Wie gut ist deine Beziehung?

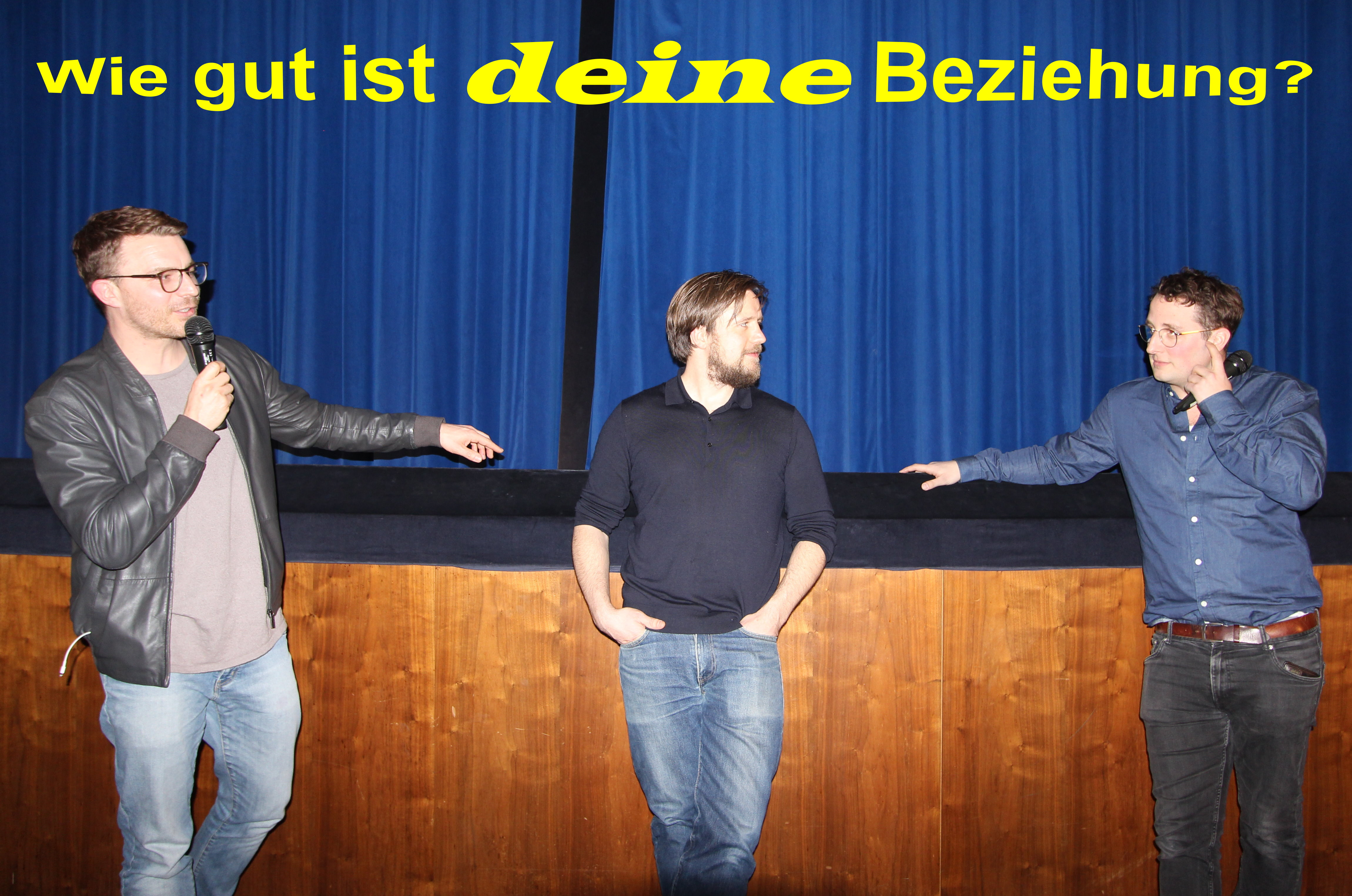
Filmvorstellung mit Theaterleiter Stephan Machac und den Hauptdarstellern Friedrich Mücke (links) und Sebastian Reiber (rechts), Filmkunstkino Bambi in Düsseldorf, 2019.

Wie gut ist deine Beziehung? ist eine deutsche Filmkomödie des Regisseurs und Produzenten Ralf Westhoff aus dem Jahr 2019. Der Film kam Ende Februar 2019 in die deutschen Kinos; Welturaufführung war am 24. Februar in München, wo das Werk auch entstanden war.

## Handlung
Steve und Carola sind um die Vierzig, seit fünf Jahren ein Paar und teilen Tisch und Bett. Beide stehen mitten im Beruf, er als Softwareentwickler, sie in einer kleinen Werbeagentur und scheinen glücklich miteinander, besonders Steve: „Ich will, dass alles so bleibt, wie es ist!“ Doch das Unglück seines besten Freundes und Kollegen Bob, der von Ivonne wegen Harald, eines Tantra-Lehrers im schon reiferen Alter, verlassen wurde, bringt Unruhe in die heile Welt.
Zudem tauchen noch junge, unerfahren wirkende, aber selbstbewusste externe Unternehmensberaterin in Steves IT-Unternehmen auf. Sie wurden engagiert, um die Störanfälligkeit der tadellosen laufenden Firma zu überprüfen. Sie hatten Erfolg, ins Softwaresystem einzudringen, weil Steve seine Passwörter leicht zugänglich am Schreibtisch festgeklebt hatte.
In dem Gelächter seiner Kollegen ist Steve endgültig in seinem Selbstbewusstsein verunsichert. Er will überprüfen, ob seine eigentlich tadellos laufende Beziehung zu Carola, die er sehr liebt, wirklich resilient ist. Er ist angeregt durch das Strategiepapier der Berater der IT-Firma. Er nimmt, noch von Bob beauftragt, Verbindung zum Tantra-Lehrer Harald auf und bringt ihn gegen Bezahlung dazu, dieselbe Technik, die er gegenüber Bobs Freundin Yvonne angewendet hatte, auf Carola zu übertragen: Harald bietet Carola in einem Café in einem Moment, als Steve gerade den Tisch verlassen hatte, seine Telefonnummer an. Carola zögert die Übergabe der Telefonnummer heraus, weil sie hofft, Steve würde zurückkommen und sehen, wie begehrt sie sei. Doch Steve, der alles beobachtet, nimmt nur wahr, dass Carola lange redet und die Telefonnummer annimmt.
Nun sind seine schlimmsten Befürchtungen eingetreten. Er beschließt, um Carola zu kämpfen. In dem Bestreben, durch Selbstoptimierung ein besserer Mann für Carola zu werden, geht er ins Fitness-Studio, überlegt sich anstrengende Überraschungen für sie und fragt sie allenthalben, ob sie glücklich sei. Carola bemerkt, dass das nicht mehr ihr Steve ist. Sie ist beunruhigt, zumal ihre Freundin Anette, eine überzeugte Single-Frau, Steves Verhalten als Midlife-Crisis diagnostiziert. Da stehe sicher eine andere Frau dahinter. Bei Carolas vernachlässigtem Aussehen sei das kein Wunder. Daraufhin versucht sich auch Carola zu optimieren und färbt sich die Haare, was Steve noch mehr verunsichert.
Am Ende fliegt Steves Versuch, Carolas Resilienz mit Hilfe von Harald zu testen, auf. Carola zieht empört zu Anette. Alle Wiederannäherungsversuche von Steve scheitern. Erst als Steve Carola, die ebenfalls unter der Trennung schwer leidet, einen Blick in seine Seele gestattet und ihr von seiner großen Selbstverunsicherung erzählt, finden Steve und Carola wieder zusammen. Wünschenswerte Veränderungen in ihrer Beziehung gehen sie nun gemeinsam an, z. B. einen Tantra-Lehrgang bei Harald. Auch Bob findet eine neue Partnerin, die offensichtlich besser zu ihm passt als Yvonne.

## Rezeption
Erste Kritiken würdigten das Werk unterschiedlich, doch tendenziell wohlwollend. So schrieb Stefan Stosch für das überregionale RedaktionsNetzwerk Deutschland: „Die von Drehbuchautor Westhoff geschriebenen Dialoge sind klug, hier und da vielleicht sogar ein bisschen zu klug. (…) Aber das macht nichts: Wer will im Kino schon pointenarme Realität vorgesetzt bekommen?“
Dagegen wertete Martin Schwarz für das Berliner Stadtmagazin Zitty: „Trotz der stimmigen Figurenzeichnung und dem Spielwitz der Schauspieler irritiert, dass Steve plötzlich auf die Grundpfeiler einer jeden Beziehung zu verzichten scheint: Ehrlichkeit und Vertrauen. Aber wohl nur auf diese etwas befremdliche Art kann sich eine turbulente Komödie entspinnen, die mit Situationskomik und Empathie für die Figuren recht gut unterhält.“
„Wunderbare Darsteller, die sehr schöne, lustige, lebensnahe, witzige Dialoge überzeugend spielen in einem Film über Menschen, die von Erwartungen, Terminen, Ängsten, Schlagzeilen, Gurus und Achtsamkeit-Aposteln derart abgelenkt sind, dass sie kein einfaches Gespräch mehr führen können.“
„Auch wenn das bereits erfolgreiche Rezept des kontrastreichen Generationenunterschieds auch diesmal zum Einsatz kommt, mutlose Harmoniesucht gegen abgeklärte Suche nach Intensität und Unverstelltheit, hat auch dieser glänzende Wurf den Vorteil eines bestens aufgelegten Ensembles, das scheinbar ohne jede Anstrengung der Unschärfe eines in die Routine abgleitenden Paarlebens kluge Volten abzugewinnen vermag. Ein Schauspielervehikel, das ein diebisches Vergnügen daran hat, Menschen zu porträtieren, die über die eigens aufgestellten Stolperfallen hinauswachsen, untermalt mit einer Selbstironie, die ganz zeitgemäß fragt: Und was hält für dich das Chaos des Lebens im Innersten zusammen?“